# Burr (Familienname)
Burr ist ein englischer Familienname.

## Namensträger
- Aaron Burr (1756–1836), US-amerikanischer Politiker, Vizepräsident von 1801 bis 1805
- Aaron Burr, Sr. (1716–1757), US-amerikanischer Geistlicher
- Aaron Columbus Burr (~1808–1882), US-amerikanischer Unternehmer
- Albert G. Burr (1829–1882), US-amerikanischer Politiker
- Ben Burr-Kirven (* 1997), US-amerikanischer American-Football-Spieler
- Bill Burr (* 1968), US-amerikanischer Comedian, Schauspieler, Schriftsteller, Musiker und Produzent
- Brooks M. Burr (* 1949), US-amerikanischer Ichthyologe, Ökologe und Hochschullehrer
- Clive Burr (1957–2013), britischer Schlagzeuger
- David C. Burr (* 1952), Psychologie-Professor an der Universität Florenz
- Dieter Burr (* 1957), deutscher Politiker (AUF)
- Elisabeth Burr (* 1952), deutsche Romanistin
- Esther Edwards Burr (1732–1758), US-amerikanische Tagebuchschreiberin
- Fritz Burr († 1949), deutscher Ingenieur und Unternehmensgründer
- H. Hale Burr (* um 1943), pensionierter Generalmajor der US Air Force
- Harold Saxton Burr (1889–1973), US-amerikanischer Anatom
- Henry Burr (Sportschütze) (1872–1946), britischer Sportschütze
- Henry Burr (1882–1941), kanadischer Sänger
- Jannette Burr (1927–2022), US-amerikanische Skirennläuferin
- Jeff Burr (1963–2023), US-amerikanischer Filmregisseur und Schauspieler
- Jon Burr (* 1953), US-amerikanischer Jazzbassist, Pianist und Komponist
- Kristin Burr, US-amerikanische Filmproduzentin
- Leslie Burr-Howard (* 1956), US-amerikanische Springreiterin
- Malcolm Burr (1878–1954), britischer Geologe und Insektenkundler
- Raymond Burr (1917–1993), kanadischer Schauspieler
- Richard Burr (* 1955), US-amerikanischer Politiker
- Richard M. Burr (* 1964), australischer Generalmajor
- Shawn Burr (1966–2013), kanadischer Eishockeyspieler
- Theodore Burr (1771–1822), US-amerikanischer Bauingenieur
- Tom Burr (* 1963), US-amerikanischer Künstler
- Viktor Burr (1906–1975), deutscher Althistoriker und Bibliothekar
- William Hubert Burr (1851–1934), US-amerikanischer Bauingenieur
- Wolfgang Burr (Jurist) (1939–2017), deutscher Jurist und Beamter
- Wolfgang Burr (* 1966), deutscher Ökonom